# Mancomunidad de los Concejos de Parres y Piloña

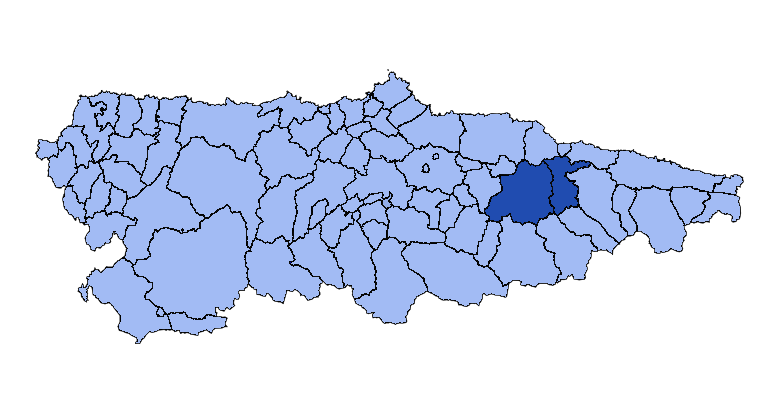
Vista de los concejos que forman la mancomunidad.

La Mancomunidad de los Concejos de Parres y Piloña es una unión de municipios española en la provincia norteña de Asturias. Comprende los concejos de:
- Parres
- Piloña

- Datos: Q5991230